# Endonukleaza specifična za strukturu prepusta 1
Flap endonukleaza 1 je enzim koji je kod ljudi kodiran FEN1 genom.
Protein kodiran ovim genom uklanja 5' prepuste tokom DNK popravke i obrađuje 5' krajeve Okazakijevih fragmenta pri sintezi zaostajućeg lanca DNK. Direktna fizička interakcija između tog proteina i AP endonukleaze 1 tokom popravke isecanjem dugog segmenta baza omogućava koordinirani pristup proteina supstratu, čime se supstrat dodaje od jednog enzima do drugog. Ovaj protein je član XPG/RAD2 familije endonukleaza i jedan je od deset proteina koji su esencijalni za bezćelijsku replikaciju DNK. Sekundarna struktura DNK može da inhibira flap obradu na pojedinim trinukleotidnim ponavljanjima u maniru zavisnom od dužine koji skrivaju 5' kraj prepusta, koji je neophodan za vezivanje i presecanje proteinom kodiranim ovim genom. Stoga sekundarna struktura može da onemogući protektivnu funkciju ovog proteina, što dovodi do trinukleotidnih ekspanzija specifičnih za mesto.

## Interakcije
Endonukleaza 1 specifična za flap strukturu formia interakcije:
- APEX1,[6]
- BLM[7]
- CDK2,[8]
- CCNA2,[8]
- EP300,[9]
- HNRNPA1,[10]
- PCNA,[6][8][9][11][12][13][14]  and
- WRN.[7][15]

## Literatura
- Finger LD, Blanchard MS, Theimer CA, Sengerová B, Singh P, Chavez V, Liu F, Grasby JA, Shen B (2009). „The 3'-flap pocket of human flap endonuclease 1 is critical for substrate binding and catalysis.”. J. Biol. Chem. 284 (33): 22184—94. PMC 2755943 . PMID 19525235. doi:10.1074/jbc.M109.015065.
- Kemeny MM, Alava G, Oliver JM (1993). „Improving responses in hepatomas with circadian-patterned hepatic artery infusions of recombinant interleukin-2.”. J. Immunother. 12 (4): 219—23. PMID 1477073. doi:10.1097/00002371-199211000-00001.
- Li X, Li J, Harrington J, Lieber MR, Burgers PM (1995). „Lagging strand DNA synthesis at the eukaryotic replication fork involves binding and stimulation of FEN-1 by proliferating cell nuclear antigen.”. J. Biol. Chem. 270 (38): 22109—12. PMID 7673186. doi:10.1074/jbc.270.38.22109.
- Robins P, Pappin DJ, Wood RD, Lindahl T (1994). „Structural and functional homology between mammalian DNase IV and the 5'-nuclease domain of Escherichia coli DNA polymerase I.”. J. Biol. Chem. 269 (46): 28535—8. PMID 7961795.
- Murray JM, Tavassoli M, al-Harithy R, Sheldrick KS, Lehmann AR, Carr AM, Watts FZ (1994). „Structural and functional conservation of the human homolog of the Schizosaccharomyces pombe rad2 gene, which is required for chromosome segregation and recovery from DNA damage.”. Mol. Cell. Biol. 14 (7): 4878—88. PMC 358860 . PMID 8007985.
- Harrington JJ, Lieber MR (1994). „The characterization of a mammalian DNA structure-specific endonuclease.”. EMBO J. 13 (5): 1235—46. PMC 394933 . PMID 8131753.
- Shen B, Nolan JP, Sklar LA, Park MS (1996). „Essential amino acids for substrate binding and catalysis of human flap endonuclease 1.”. J. Biol. Chem. 271 (16): 9173—6. PMID 8621570. doi:10.1074/jbc.271.16.9173.
- Chen U, Chen S, Saha P, Dutta A (1996). „p21Cip1/Waf1 disrupts the recruitment of human Fen1 by proliferating-cell nuclear antigen into the DNA replication complex.”. Proc. Natl. Acad. Sci. U.S.A. 93 (21): 11597—602. PMC 38103 . PMID 8876181. doi:10.1073/pnas.93.21.11597.
- Warbrick E, Lane DP, Glover DM, Cox LS (1997). „Homologous regions of Fen1 and p21Cip1 compete for binding to the same site on PCNA: a potential mechanism to co-ordinate DNA replication and repair.”. Oncogene. 14 (19): 2313—21. PMID 9178907. doi:10.1038/sj.onc.1201072.
- Klungland A, Lindahl T (1997). „Second pathway for completion of human DNA base excision-repair: reconstitution with purified proteins and requirement for DNase IV (FEN1).”. EMBO J. 16 (11): 3341—8. PMC 1169950 . PMID 9214649. doi:10.1093/emboj/16.11.3341.
- Gary R, Ludwig DL, Cornelius HL, MacInnes MA, Park MS (1997). „The DNA repair endonuclease XPG binds to proliferating cell nuclear antigen (PCNA) and shares sequence elements with the PCNA-binding regions of FEN-1 and cyclin-dependent kinase inhibitor p21.”. J. Biol. Chem. 272 (39): 24522—9. PMID 9305916. doi:10.1074/jbc.272.39.24522.
- Stöhr H, Marquardt A, Rivera A, Cooper PR, Nowak NJ, Shows TB, Gerhard DS, Weber BH (1998). „A gene map of the Best's vitelliform macular dystrophy region in chromosome 11q12-q13.1.”. Genome Res. 8 (1): 48—56. PMC 310689 . PMID 9445487. doi:10.1101/gr.8.1.48.
- Jónsson ZO, Hindges R, Hübscher U (1998). „Regulation of DNA replication and repair proteins through interaction with the front side of proliferating cell nuclear antigen.”. EMBO J. 17 (8): 2412—25. PMC 1170584 . PMID 9545252. doi:10.1093/emboj/17.8.2412.
- Warbrick E, Heatherington W, Lane DP, Glover DM (1998). „PCNA binding proteins in Drosophila melanogaster : the analysis of a conserved PCNA binding domain.”. Nucleic Acids Res. 26 (17): 3925—32. PMC 147798 . PMID 9705499. doi:10.1093/nar/26.17.3925.
- Hosfield DJ, Mol CD, Shen B, Tainer JA (1998). „Structure of the DNA repair and replication endonuclease and exonuclease FEN-1: coupling DNA and PCNA binding to FEN-1 activity.”. Cell. 95 (1): 135—46. PMID 9778254. doi:10.1016/S0092-8674(00)81789-4.
- Dianov GL, Jensen BR, Kenny MK, Bohr VA (1999). „Replication protein A stimulates proliferating cell nuclear antigen-dependent repair of abasic sites in DNA by human cell extracts.”. Biochemistry. 38 (34): 11021—5. PMID 10460157. doi:10.1021/bi9908890.
- Greene AL, Snipe JR, Gordenin DA, Resnick MA (1999). „Functional analysis of human FEN1 in Saccharomyces cerevisiae and its role in genome stability.”. Hum. Mol. Genet. 8 (12): 2263—73. PMID 10545607. doi:10.1093/hmg/8.12.2263.
- Matsumoto Y, Kim K, Hurwitz J, Gary R, Levin DS, Tomkinson AE, Park MS (1999). „Reconstitution of proliferating cell nuclear antigen-dependent repair of apurinic/apyrimidinic sites with purified human proteins.”. J. Biol. Chem. 274 (47): 33703—8. PMID 10559261. doi:10.1074/jbc.274.47.33703.
- Spiro C, Pelletier R, Rolfsmeier ML, Dixon MJ, Lahue RS, Gupta G, Park MS, Chen X, Mariappan SV, McMurray CT (2000). „Inhibition of FEN-1 processing by DNA secondary structure at trinucleotide repeats.”. Mol. Cell. 4 (6): 1079—85. PMID 10635332. doi:10.1016/S1097-2765(00)80236-1.
- Hasan S, Stucki M, Hassa PO, Imhof R, Gehrig P, Hunziker P, Hübscher U, Hottiger MO (2001). „Regulation of human flap endonuclease-1 activity by acetylation through the transcriptional coactivator p300.”. Mol. Cell. 7 (6): 1221—31. PMID 11430825. doi:10.1016/S1097-2765(01)00272-6.
- Caldwell RB, Braselmann H, Schoetz U, Heuer S, Scherthan H, Zitzelsberger H (4. 7. 2016). „Positive Cofactor 4 (PC4) is critical for DNA repair pathway re-routing in DT40 cells.”. Sci Rep. PMC 4931448 . PMID 27374870. doi:10.1038/srep28890.